# De Waterlelies
De Waterlelies is een attractie in het Belgische attractiepark Plopsaland Belgium en opende op 25 juni 2011 tijdens de avant-première. Deze attractie ligt in de indoor themazone Mayaland.
Bezoekers nemen plaats in een waterlelie. De attractie beschikt over een gordel per twee personen. De gondels zijn zo ontworpen dat het plaats biedt aan slechts een volwassene en een kind per zitbank. De gondel telt twee zitbanken, voorin en achterin.
Deze attractie is van het type demolition derby van de fabrikant Zamperla en bestaat uit twee draaischijven die tegen elkaar aanliggen, waardoor de vorm van een acht ontstaat. De gondels waar de bezoekers in zitten, bevinden zich op de rand van de schijf. De gondels wisselen vervolgens van draaischijf waardoor de attractie draait in een 8-vorm. Doordat de gondels wisselen van schijf wordt het "bijna-bots-effect" opgewekt. Ook kunnen de waterlelies rond hun eigen as draaien.
De attractie is vormgegeven naar een scène uit de intro van Maya de Bij. Doordat er een bruggetje naast de attractie ligt, en er water aan de andere kant van de brug is, wordt de illusie gemaakt dat de waterlelies effectief in het water liggen. Bij de opening van de attractie werd zelfs gebruik gemaakt van projectors die de stroming van het water nabootsten. Dit is op heden niet meer het geval.
Afbeeldingen